# Xiaomi Mi 4c
Xiaomi Mi 4c — смартфон компанії Xiaomi, що є покращеною версією Xiaomi Mi 4i. Це перший смартфон Xiaomi, що отримав роз'єм USB-C. Був представлений в Пекіні 23 вересня 2015 року. Продавався виключно на території материкового Китаю.

## Дизайн
Екран виконаний зі скла. Корпус виконаний з матового пластику.
За дизайном смартфон подібний до Mi 4i.
Знизу знаходяться роз'єм USB-C та мікрофон. Зверху розташовані 3.5 мм аудіороз'єм та ІЧ-порт. З лівого боку смартфона знаходиться слот під 2 SIM-картки. З правого боку знаходяться кнопки регулювання гучності та кнопка блокування смартфону. Другий мікрофон та динамік знаходяться на задній панелі.
Xiaomi Mi 4c продавався в 5 кольорах: чорному, білому, рожевому, жовтому та бірюзовому.

## Технічні характеристики

### Платформа
Смартфон отримав процесор Qualcomm Snapdragon 808, та графічний процесор Adreno 418.

### Батарея
Батарея отримала об'єм 3080 мА·год та підтримку 18-ватної швидкої зарядки Quick Charge 2.0.

### Камера
Смартфон отримав основну камеру 13 Мп, f/2.0 з фазовим автофокусом та здатністю запису відео в роздільній здатності 1080p@30fps. Фронтальна камера отримала роздільність 5 Мп, світлосилу f/2.0 та здатність запису відео в роздільній здатності 1080p@30fps.

### Екран
Екран IPS LCD, 5.0", FullHD (1920 × 1080) зі співвідношенням сторін 16:9 та щільністю пікселів 441 ppi.

### Пам'ять
Пристрій продавався в комплектаціях 2/16 та 3/32 ГБ.

### Програмне забезпечення
Mi 4c був випущений на MIUI 7, що базувалася на Android 5.1.1 Lollipop. Був оновлений до MIUI 10 на базі Android 7.0 Nougat.